# Samarbejde
Samarbejde er et begreb, som bruges inden for flere forskellige vidensområder:
1. Samarbejde i sociologi drejer sig om adskilte gruppers eller kulturers anstrengelser for at nå et fælles mål.
2. Samarbejde i økonomi er arbejdstageres eller virksomheders afstemning af målsætninger, krav og metoder efter hinanden. Her kan samarbejdet let få karakter af karteldannelser eller tvang, f.eks. i form af organiseringspligt.
3. Samarbejde i økologi er sat op som modsætning til konkurrence. Charles Darwin beskrev ganske vist arternes livsbetingelser som "...the survival of the fittest" (overlevelse for den bedst tilpassede), men han føjede til i samme sætning: "...and mutual aid." (og gensidig hjælp). Det er den sidste del, der beskrives som samarbejde i økologiske sammenhænge.

På alle disse områder er samarbejde en tilbagevendende aktivitet eller anden ydelse, som begunstiger andre aktører i samme område (f.eks. boligområde (1), markedssegment (2) eller biotop (3)), og som letter mulighederne for at nå fælles mål.
Det viser sig, at samarbejde skal have en vis tidsmæssig udstrækning, sådan at der opstår en varig, gensidig fordel. Et samarbejde kan kun bestå, hvis det bygger på tillid, og den skabes bedst, når følgerne af den ene parts handlinger har været beviseligt gunstige for modparten.